# Acalypha gossweileri
Acalypha gossweileri é uma espécie de flor do gênero Acalypha, pertencente à família Euphorbiaceae.